# ويليام مكومب
ويليام مكومب (بالإنجليزية: William McComb)‏ هو قائد عسكري أمريكي، ولد في 21 نوفمبر 1828 في مقاطعة ميرسر في الولايات المتحدة، وتوفي في 12 يوليو 1918 في مقاطعة لويزا في الولايات المتحدة.